# Wonderbra

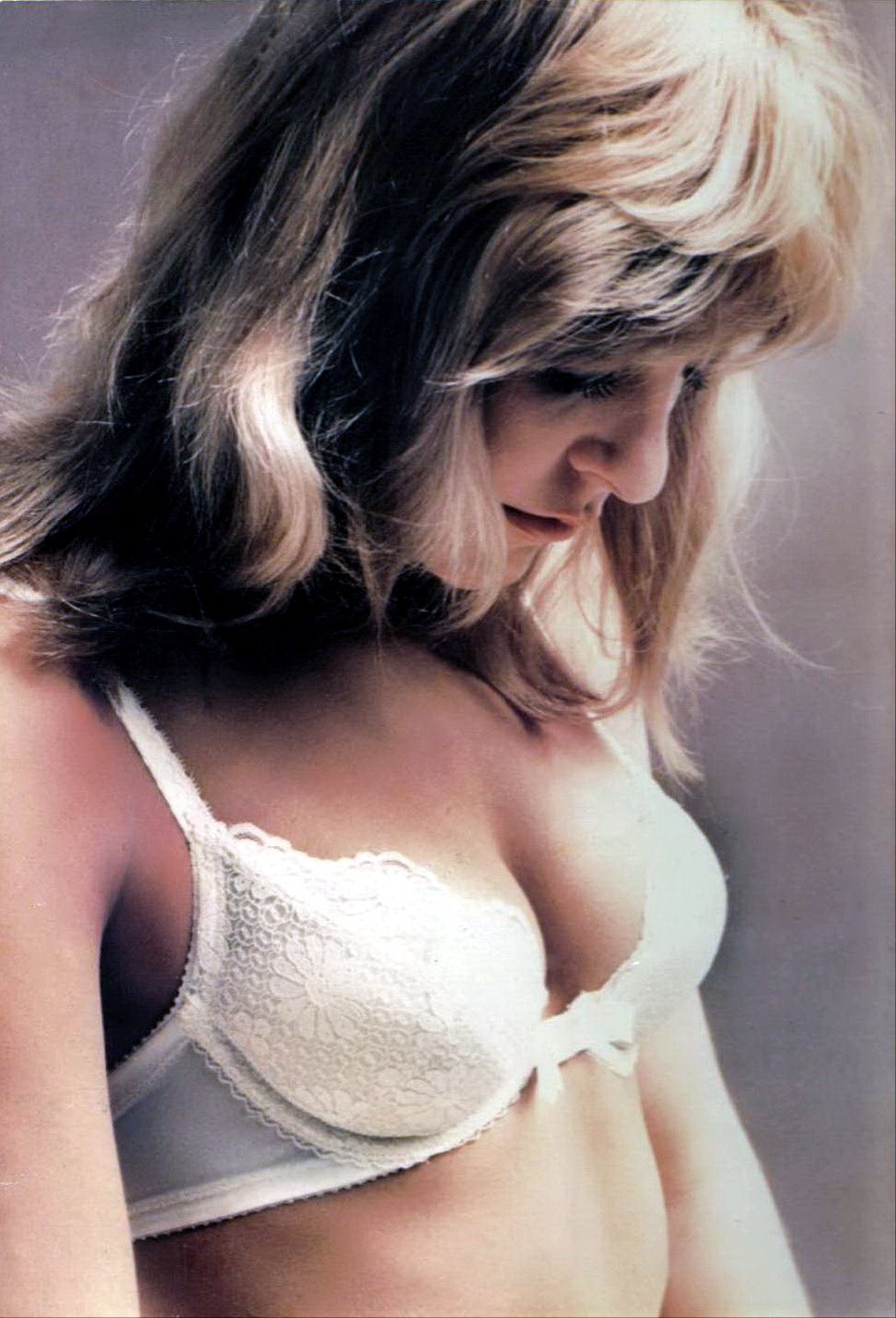
Modell des Wonderbras von 1975

Wonderbra ist eine Markenbezeichnung für einen sogenannten Push-up-Büstenhalter – von englisch wonder (Wunder) und bra (Büstenhalter; seinerseits Kurzform für französisch brassière). 

## Beschreibung
Das Besondere an dieser Art BH sind feste, mit Draht- oder Kunststoffbügeln verstärkte Körbchen, auch Cup genannt, die weit ausgeschnitten sind und halbmondförmige Polsterungen aufweisen. Das Material ist so verarbeitet, dass die Körbchen eng anliegen und nicht verrutschen. Dadurch werden die Brüste über die durch die Polsterung erreichte Vergrößerung hinaus auch angehoben und nach innen gedrückt, wodurch der Eindruck eines üppigeren Dekolletés entsteht, der von der Werbung so genannte „Wonderbra effect“.
Die Fülle der Polsterung in Bezug zu den Körbchen bestimmt auch die Stärke des Effekts: In den Vereinigten Staaten z. B. werden Wonderbras dementsprechend in drei Kategorien eingeteilt. Allerdings können Push-Up-Polster den Tragekomfort einschränken. Deswegen werden sie teilweise durch herausnehmbare Polsterungen ersetzt, ohne die der Wonderbra bequemer zu tragen ist. 

## Geschichte

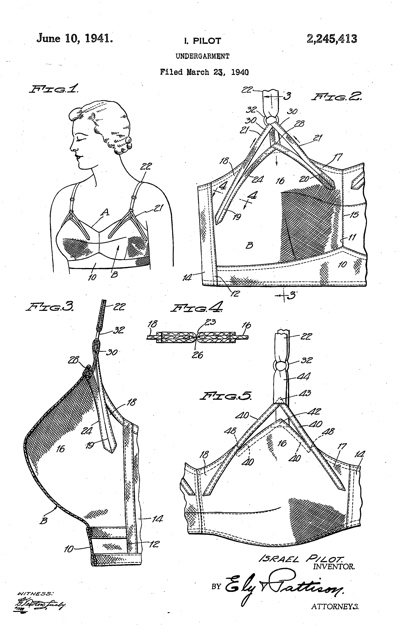
Patent des Wonderbras von Israel Pilot

In der Zeit mit dem Ausbruch des Zweiten Weltkrieges einhergehenden Rationierung von Elastikfasern entwarf der Designer Israel Pilot aus New York einen diagonal verlaufenden Schulterträger für ein BH-Modell, das zugleich Material sparte und der Trägerin größeren Tragekomfort gewährte. Dieses Modell von 1935 nannte Pilot Wonderbra, das Patent darauf wurde 1941 erteilt.
Der Fabrikant Moe Nadler, dem in Montreal die Canadian Lady Corset Company gehörte, die Büstenhalter im mittleren Preissegment herstellte, kaufte Pilot 1955 die Marke und Herstellungslizenz für den kanadischen Markt ab und wurde so Originalhersteller der Marke Wonderbra.
Über den nordamerikanischen Markt hinaus bekannter wurde der Wonderbra 1994, als der amerikanische Großkonzern Sara Lee diese Lizenz erwarb. Groß angelegte Werbeaktionen mit dem Model Eva Herzigová machten die Marke Wonderbra als Synonym für einen Push-up-BH bekannt. Andere amerikanische Hersteller zogen des großen Erfolges wegen bald nach, mit ähnlich suggestiven Produktnamen wie Miracle Bra von Victoria’s Secret, It Must Be Magic Bra von Vanity Fair oder Rendezvous der Firma Maidenforms.